# Renate Rössing
Renate Rössing (Dresde, 15 de abril de 1929-Leipzig, 11 de julio de 2005), nacida Renate Winkler, fue una fotógrafa alemana especializada en fotografía de paisajes y reportaje. 

## Biografía
Entre 1948 y 1951 asistió a las clases de fotografía de Johannes Widmann en la Academia de Artes Visuales de Leipzig (Hochschule für Grafik und Buchkunst Leipzig). El eje central de su formación giró en torno al reportaje y la publicidad. Durante sus estudios conoció a Roger Rössing, con el que más tarde terminaría casándose. 

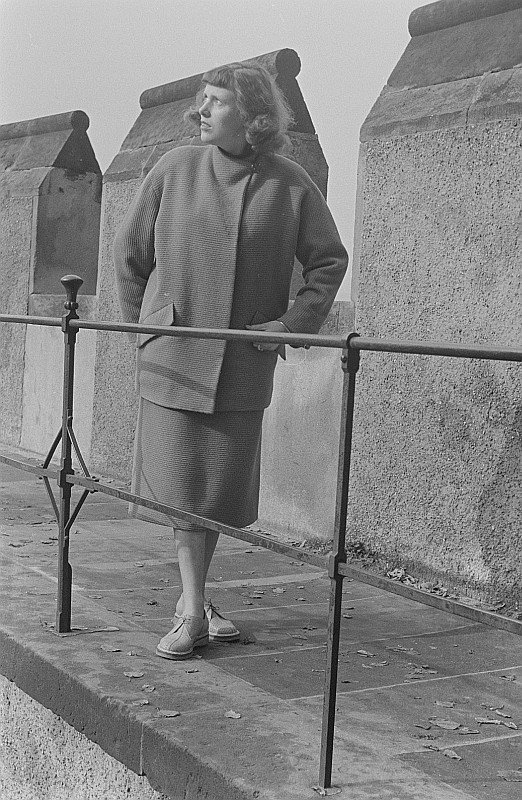
Renate Rössing (1954)

El matrimonio trabajó junto durante más de medio siglo en el campo del reportaje, fundamentalmente en el entorno de las ciudades de Leipzig y Dresde, aunque también en países cercanos como Rumanía, Bulgaria y Hungría y otros más lejanos de Asia y África. Inicialmente produjeron reportajes para la prensa, pero posteriormente se centraron más en su trabajo personal y llegaron a publicar casi una centena de libros.

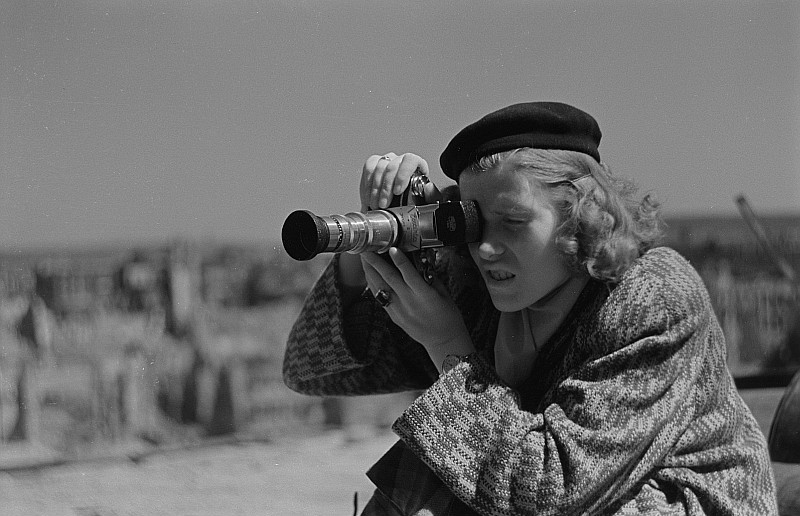
Renate Rössing trabajando (1950)

Tanto Renate como Roger Rössing son considerados dos de los fotógrafos más importantes de la República Democrática Alemana. El legado de su obra se encuentra en la Fototeca Alemana del SLUB Dresde.

## Obra
- Roger y Renate Rössing: El hombre en la ciudad. Fotografías 1946–1989. Lehmstedt, Leipzig 2006
- Roger y Renate Rössing: El cajón de sastre de los Rössing. Texto en recuerdo de Renate Rössing (1929–2005). Connewitzer, Leipzig, 2005
- Roger y Renate Rössing: Leipzig en la década de los cincuenta. Kiepenheuer, Leipzig, 2003
- Roger y Renate Rössing: Vistas de Parques. Imágenes de los parques históricos entre Eisenach y Cottbus. Brockhaus, Leipzig, 1991
- Roger y Renate Rössing: Leipzig en color. Brockhaus, Leipzig, 1984